# Les Sitges (Torrefeta i Florejacs)
Les Sitges és un antic veïnat, actualment despoblat, pertanyent al municipi de Torrefeta i Florejacs (Segarra). S'hi accedeix per una pista que surt de la carretera que comunica la C-14 i Florejacs.
El nucli està presidit pel castell homònim. Es tracta d'una petita fortalesa residencial de planta rectangular, amb una torre al centre del conjunt. A l'interior del castell s'hi accedeix per un gran portal adovellat amb matacà al cim. Tot el conjunt és emmerletat. La construcció data del segle xi, quan Arnau Mir de Tost va desplegar el poder defensiu del seu senyor, el comte Ermengol III d'Urgell.
Al costat del castell hi ha l'església de Sant Pere. D'estil romànic, és un petit edifici d'una nau, absis semicircular i campanar d'espadanya.
A mitjan segle xix es va integrar a l'antic municipi de Florejacs.